# Hustisford
Hustisford ist eine Gemeinde (mit dem Status „Village“) im Dodge County im US-amerikanischen Bundesstaat Wisconsin. Im Jahr 2010 hatte Hustisford 1123 Einwohner.

## Geografie
Hustisford liegt im mittleren Südosten Wisconsins am Südufer des Lake Sinissippi. Der flache See wird vom Rock River durchflossen, einem linken Nebenfluss des Mississippi.
Die geografischen Koordinaten von Hustisford sind 43°20'46" nördlicher Breite und 88°36'02" westlicher Länge. Der Ort erstreckt sich über eine Fläche von 2,85 km² und wird vollständig von der Town of Hustisford umschlossen, ohne dieser anzugehören.
Nachbarorte von Hustisford sind Iron Ridge (10,6 km nordöstlich), Rubicon (13,9 km östlich), Neosho (9,3 km südöstlich), Ashippun (18,4 km südsüdöstlich), Watertown (22,8 km südsüdwestlich), Clyman (13,1 km westsüdwestlich), Juneau (13,6 km nordwestlich) und Horicon (14,3 km nordnordwestlich).
Die nächstgelegenen größeren Städte sind Green Bay am Michigansee (159 km nordnordöstlich), Wisconsins größte Stadt Milwaukee (74,1 km südöstlich), Chicago in Illinois (220 km südsüdöstlich), Rockford in Illinois (154 km südsüdwestlich) und Wisconsins Hauptstadt Madison (82,6 km südwestlich).

## Toilet Bowl
Jedes Jahr am 1. Januar hält die Feuerwehr Hustisford die „Toilet Bowl-Parade“ und das „Toilet Bowl-Spiel“ ab. Die Parade führt zweimal durch das Dorf. Das Spiel (American Football ohne Schutzausrüstung) findet am Fireman’s Park in Hustisford statt. Um am Spiel teilnehmen zu dürfen, muss man in Hustisford leben, dort arbeiten oder die Hustisford High School besuchen.

## Verkehr
Der Wisconsin State Highway 60 verläuft in West-Ost-Richtung durch den Süden des Gemeindegebiets. Alle weiteren Straßen sind untergeordnete Landstraßen, teils unbefestigte Fahrwege sowie innerörtliche Verbindungsstraßen.
Mit dem Dodge County Airport befindet sich 21 km nordwestlich ein kleiner Flugplatz. Die nächsten Verkehrsflughäfen sind der Dane County Regional Airport in Madison (78,7 km südwestlich) und der Milwaukee Mitchell International Airport in Milwaukee (84,2 Kilometer südöstlich).

## Bevölkerung
Nach der Volkszählung im Jahr 2010 lebten in Hustisford 1123 Menschen in 477 Haushalten. Die Bevölkerungsdichte betrug 394 Einwohner pro Quadratkilometer. In den 477 Haushalten lebten statistisch je 2,35 Personen.
Ethnisch betrachtet setzte sich die Bevölkerung zusammen aus 97,2 Prozent Weißen, 0,5 Prozent Afroamerikanern, 1,0 Prozent amerikanischen Ureinwohnern, 0,6 Prozent Asiaten sowie 0,1 Prozent (eine Person) aus anderen ethnischen Gruppen; 0,5 Prozent stammten von zwei oder mehr Ethnien ab. Unabhängig von der ethnischen Zugehörigkeit waren 2,9 Prozent der Bevölkerung spanischer oder lateinamerikanischer Abstammung.
22,4 Prozent der Bevölkerung waren unter 18 Jahre alt, 63,2 Prozent waren zwischen 18 und 64 und 14,4 Prozent waren 65 Jahre oder älter. 47,9 Prozent der Bevölkerung war weiblich.
Das mittlere jährliche Einkommen eines Haushalts lag bei 44.044 USD. Das Pro-Kopf-Einkommen betrug 19.955 USD. 15,0 Prozent der Einwohner lebten unterhalb der Armutsgrenze.